# Pholetesor zelleriae
Pholetesor zelleriae är en stekelart som beskrevs av Whitfield 2006. Pholetesor zelleriae ingår i släktet Pholetesor och familjen bracksteklar. Inga underarter finns listade i Catalogue of Life.